# 綿倫
和謹郡王綿倫（1752年12月6日—1775年1月11日），和勤親王永璧長子，生母為恭誠侯布倫泰之女嫡福晉博爾濟吉特氏。和親王系第三代。

## 生平
乾隆十七年（1752年）十一月初一日卯時出生，乾隆三十七年（1772年）九月，接替父親永璧成為和親王第三代。同年十二月二十六日，高宗因和郡王綿倫年少，其家務著諴親王額駙福隆安照管，翌日又賞予綿倫三眼花翎。乾隆三十九年（1775年）十月二十六日，高宗因和郡王綿倫患病之事派御醫陳世倌為其診治；十一月二十九日丑時去世，虛齡二十三岁。同年十二月初九日 ，高宗因為綿倫無子嗣而命令宗人府帶領綿倫親弟二人綿偱、綿倬引見，最終由四弟綿偱襲封和親王系第四代。

## 妻妾
嫡福晉那木都魯氏，公舒靈阿之女。